# آب‌فنر (سرده)
آب‌فنر یا آب‌پیچ (نام علمی: Vallisneria) نام یک سرده از تیره تخت‌قورباغه‌ایان است.

## نگارخانه

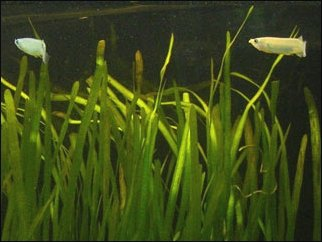
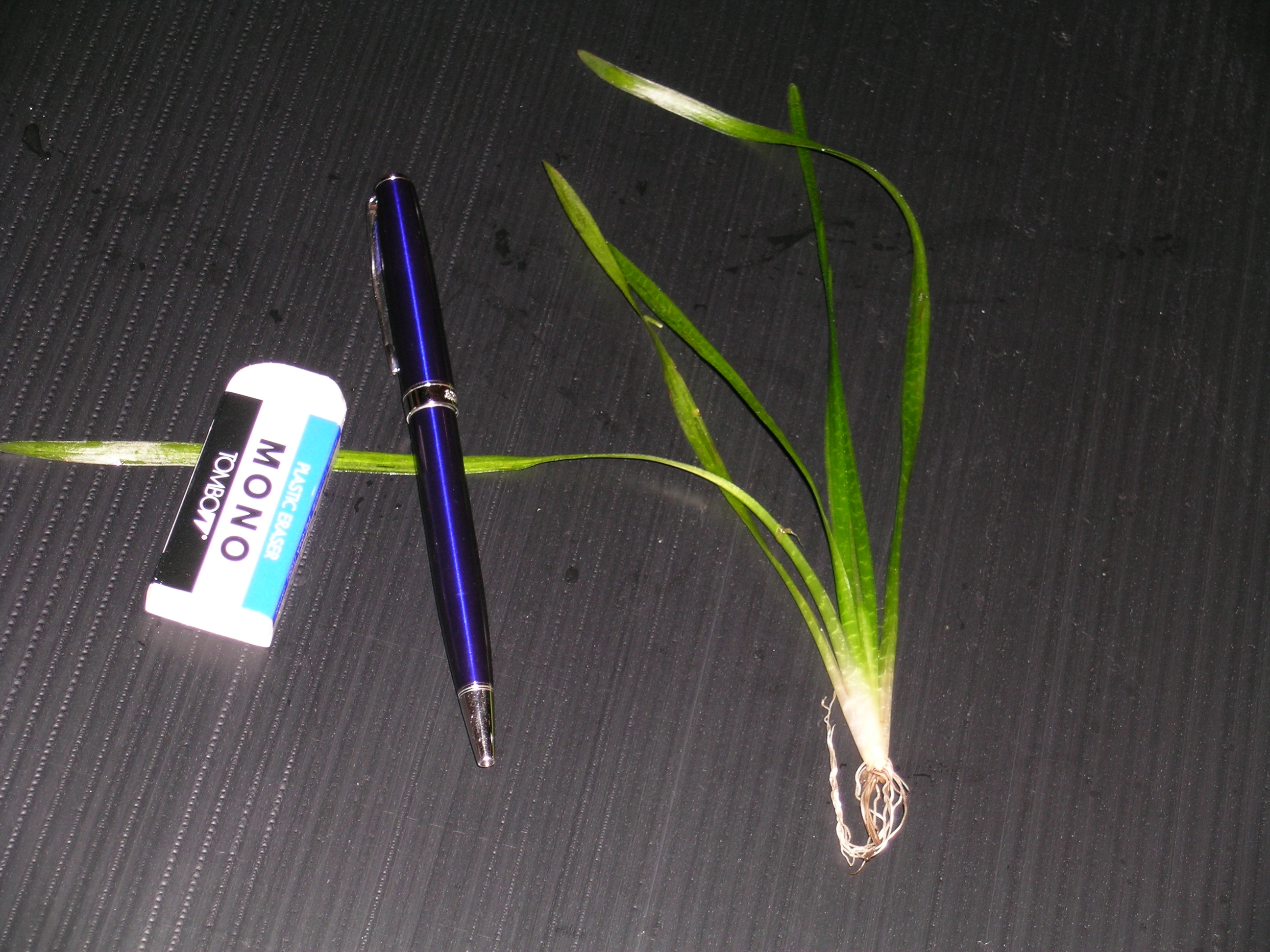